# Soulouk (Syrie)
Pour les articles homonymes, voir Soulouk.
Soulouk ou Suluk (en arabe : سلوك) est une ville du nord de la Syrie, faisant partie du gouvernorat de Raqqa, à la frontière turque.
La ville est contrôlée par l’armée syrienne libre et l’armée turque depuis l’Opération Source de Paix.